# Scaptomyza heedi
Scaptomyza heedi är en tvåvingeart som beskrevs av Wheeler och Hajimu Takada 1966. Scaptomyza heedi ingår i släktet Scaptomyza och familjen daggflugor.
Artens utbredningsområde är El Salvador. Inga underarter finns listade i Catalogue of Life.